# Ribbit and Rip It
"Ribbit and Rip It" es el octavo episodio de la serie de televisión estadounidense She-Hulk: Attorney at Law, basado en Marvel Comics y protagonizado por el personaje homónimo. Sigue a Jennifer Walters / She-Hulk uniéndose a Matt Murdock / Daredevil en la búsqueda de un diseñador de moda que fue secuestrado por uno de los clientes de Walters. El episodio está ambientado en el Universo cinematográfico de Marvel (MCU), compartiendo continuidad con las películas de la franquicia. Fue escrito por Cody Ziglar y dirigido por Kat Coiro.
Tatiana Maslany interpreta a Walters, junto a Josh Segarra, Ginger Gonzaga, Jon Bass, Griffin Matthews, Steve Coulter, Mark Linn-Baker, Tess Malis Kincaid, Charlie Cox (Murdock), Renée Elise Goldsberry y Brandon Stanley. Coiro se unió a la serie en septiembre de 2020 para dirigir la mayoría de los episodios de la serie.
"Ribbit and Rip It" se estrenó en Disney+ el 6 de octubre de 2022. El episodio recibió críticas positivas, y los críticos destacaron la apariencia de Daredevil, así como la interpretación del personaje por parte de Cox y la química entre Maslany y Cox

## Trama
Jennifer Walters asume un nuevo caso representando a Eugene Patilio / Leap-Frog, el hijo de Vincent Patilio, cliente de Goodman, Lieber, Kurtzberg & Holliway, que desea demandar a Luke Jacobson por haberle proporcionado un supertraje defectuoso. Jacobson está representado por Matt Murdock en la corte, quien logra ganar el caso debido a que Patilio, sin darse cuenta, revela que ignoró las instrucciones de Jacobson al usar combustible para aviones para sus botas cohete. Murdock y Walters se encuentran más tarde en un bar; él le advierte que está en una posición única para ayudar a otros, como abogada y como She-Hulk.
Más tarde esa noche, Patilio contacta a Walters pidiéndole ayuda contra un agresor desconocido. Walters llega y lucha contra el agresor, quien descubre que es Murdock en su identidad de justiciero Daredevil. Murdock le revela a Walters que Patilio secuestró a Jacobson para mejorar su traje y hacer trajes para sus seguidores, los renacuajos. Walters y Murdock trabajan juntos para rescatar a Jacobson. Leap-Frog intenta escapar saltando por la ventana, solo para lastimarse. Los renacuajos son arrestados mientras que se llevan a Leap-Frog en camilla. Walters luego tiene relaciones sexuales con Murdock en su casa.
La noche siguiente, Walters asiste a la gala de los Premios de Derecho del Sur de California, donde acepta el premio Abogada del Año (junto con otras cinco abogadas), pero la gala es interrumpida por una transmisión de Intelligencia, que mancha la reputación de Walters al mostrar imágenes de ella en la cama con Josh Miller. Walters se enfurece y destruye el escenario de gala. Intenta capturar a un miembro de Inteligencia cercano, pero agentes del Departamento de Control de Daños la detienen, lo que le permite escapar.

## Producción

### Desarrollo
En agosto de 2019, Marvel Studios anunció que She-Hulk: Attorney at Law se estaba desarrollando para el servicio de transmisión Disney+.  En septiembre de 2020, Kat Coiro fue contratada para dirigir seis episodios, incluido el octavo, y como productora ejecutiva de la serie. Cuando la serie estaba entrando en producción, la trama que giraba en torno al origen de Jennifer Walters estaba prevista para el octavo episodio, antes de pasar finalmente al primer episodio de la serie en posproducción.  Los productores ejecutivos incluyen a Kevin Feige, Louis D'Esposito, Victoria Alonso y Brad Winderbaum de Marvel Studios, además de Coiro y la escritora principal Jessica Gao.  El octavo episodio, titulado "Ribbit and Rip It",  fue escrito por Cody Ziglar,  y se lanzó en Disney+ el 6 de octubre de 2022. 

### Escritura
Incluir a Matt Murdock / Daredevil en la serie tenía sentido lógico para Gao ya que tanto él como Walters eran abogados que también eran superhéroes, y Murdock podía mostrarle a Walters que un equilibrio entre los dos era posible. La llegada de Murdock es una molestia para Walters porque "salió de la nada y la presentó" en la corte y también "toma el camino correcto" después en el bar invitándola a una bebida. Después de continuar hablando, Walters finalmente queda impresionado con Murdock y comienza a sentir que los dos tienen una conexión, aunque inicialmente malinterpreta la necesidad de irse repentinamente porque no está interesado. Gao notó que la sala de redacción esperaba que los dos tuvieran una "química increíble" y explicó que los escritores diseñaron su dinámica para "tener este tipo de Howard Hawks, muy rápido de ida y vuelta donde se sienten atraídos el uno por el otro", pero no se permiten. el uno al otro lo saben. Finalmente, Murdock y Walters se juntan, lo que siempre fue la esperanza de los escritores porque creían que Murdock "parecía el tipo adecuado para ella".
Marvel.com describió la apariencia del personaje como "muy parecida a la de Matt Murdock que el público ha llegado a conocer y amar",  y el actor Charlie Cox afirmó que "debe serlo y siempre es el mismo personaje. La diferencia es al igual que con las personas, nos transformamos y cambiamos y somos muy diferentes según lo que sucede en nuestras vidas",  con él adaptando su interpretación del personaje de la series de televisión de Netflix de Marvel para que su apariencia sea "apropiada" para adaptarse al tono de She-Hulk, retratando a Murdock en un buen momento de su vida y haciéndolo "un poco descarado y un poco coqueto".  Cox lo llamó "un gran experimento" para él y el personaje para ver cómo Murdock encajaría en un entorno más alegre que lo que hizo con el personaje en Daredevil (2015-2018), trabajando para asegurarse de que no se convirtiera en "El blanco de la broma [en el episodio] porque habla demasiado en serio".  Gao y los escritores nunca recibieron indicaciones explícitas de ninguna manera si debían acercarse a Murdock como el mismo de la serie de Netflix o no.  El episodio también establece una pelea en el pasillo con Daredevil, una pieza destacada de la serie Daredevil, solo para que She-Hulk atraviese el techo para interrumpir la pelea;  este fue otro momento en la serie Gao y los escritores solían ser meta y subvertir un tropo al "reconocer y burlarse de la clásica pelea de pasillo de Daredevil" solo para "socavarla" con la entrada de She-Hulk.
"Ribbit and Rip It" revela que los Acuerdos de Sokovia, un conjunto de leyes introducidas en la película Captain America: Civil War (2016) que exigía que los superhumanos se registraran y fueran controlados por el gobierno, habían sido derogados. Los escritores habían preguntado si podían mencionar los Acuerdos y los líderes de Marvel Studios les dijeron que podían afirmar que habían sido derogados.  El final del episodio ve a Walters desatar su ira al ver las imágenes capturadas por Intelligencia de su vida privada transmitidas para toda la audiencia en su gala de Abogada del Año. La actriz Tatiana Maslany consideró que este momento estaba "enormemente justificado" para Walters y añadió que la hace parecer un monstruo "debido a la percepción exterior de esa ira y a cómo se ve desde fuera". Este arrebato también sigue el consejo que Walters recibe de su primo Bruce Banner en el primer episodio sobre cómo si no tuviera cuidado con sus habilidades de Hulk, el público solo la vería como un monstruo; los escritores trabajaron para insinuar este eventual estallido a lo largo de la serie.

### Casting
El episodio está protagonizado por Tatiana Maslany como Jennifer Walters / She-Hulk, Josh Segarra como Augustus "Pug" Pugliese, Ginger Gonzaga como Nikki Ramos, Jon Bass como Todd Phelps, Griffin Matthews como Luke Jacobson,  Steve Coulter como Holden Holliway, Mark Linn-Baker como Morris Walters, Tess Malis Kincaid como Elaine Walters, Charlie Cox como Matt Murdock / Daredevil,  Renée Elise Goldsberry como Mallory Book y Brandon Stanley como Eugene Patilio / Leap-Frog. También protagoniza el episodio Trevor Salter como Josh Miller.   

### Filmación y efectos visuales
El rodaje se produjo en Trilith Studios en Atlanta, Georgia,  con Coiro dirigiendo el episodio,  y Florian Ballhaus como director de fotografía. Coiro trabajó para encontrar un equilibrio a la hora de retratar el sexo en la serie, sin que fuera "demasiado lejos" o fuera "tabú". Rindió homenaje a "los tropos de las comedias románticas de la década de 2000" cuando analizó los disfraces de Walters y Murdock cuando se juntaban, pero sintió que también era "algo totalmente nuevo porque eran bastones y cascos, en lugar de ropa", y llamó a la escena "muy sugerente" sin dejar de ser "accesible para todas las edades".  El paseo de la vergüenza de Murdock  fue originalmente la escena de mitad de créditos del episodio, pero se movió dentro del episodio donde Coiro sintió que "se reproducía rítmicamente mejor".
Jamie Gross fue el editor del episodio, y Corio elogió su trabajo y llamó a Gross "el mayor fan de Daredevil del mundo" sabiendo "toda su historia y... huevos de Pascua" que se reflejaron en sus elecciones de edición. Los efectos visuales de la serie fueron creados por Digital Domain, Wētā FX, Wylie Co., Cantina Creative, FuseFX, SDFX Studios, Capital T, Keep Me Posted, WeFX y Lightstage. 

### Música
Las siguientes canciones aparecen en el episodio: "Let's Werk" de Julisa Wilson, "Last Exit to Brooklyn" de Dr. Steven Trip y Lawrence Sam Goldings, "Honey" de Chibia, "Happy Birds" de Vince Webb, "Next Big Thing" de West Rose, "Rude" de Shygirl, "Dominique" de Ela Minus y "Second Thought" de Bill Anschell. En el episodio también se reproduce una interpretación del tema principal de Daredevil de John Paesano, "Daredevil". 

## Marketing
Antes del lanzamiento del episodio, Marvel lanzó un video promocionando la aparición de Leap-Frog en el episodio, con miembros del elenco de la serie como Maslany, Gonzaga y Mark Ruffalo, así como Kermit the Frog, audicionando para el papel.  Germain Lussier de Gizmodo creía que el video era puramente una forma de "meterse" aún más con las anticipaciones de los fanáticos por la llegada de Daredevil a la serie, mientras que John Dodge de Comic Book Resources también creía que el video era una "troll" de Marvel. Kofi Outlaw de ComicBook.com sintió que la promoción le dio a Leap-Frog las mismas "vibraciones" que Lubeman de la serie de HBO Watchmen.
Se incluyó un código QR en el episodio que permitió a los espectadores acceder a una copia digital gratuita de She-Hulk (2014) #9. Después del lanzamiento del episodio, Marvel anunció productos inspirados en el episodio como parte de su promoción semanal "Marvel Must Haves" para cada episodio de la serie, incluido un Funko Pop de She-Hulk, ropa y accesorios.

## Recepción

### Audiencia
De acuerdo con Nielsen Media Research que mide la cantidad de minutos vistos por el público estadounidense en televisores, She-Hulk: Attorney at Law fue la séptima serie original más vista en los servicios de transmisión durante la semana del 3 al 9 de octubre de 2022, con 454 millones de minutos vistos, un aumento del 13,6% respecto a la semana anterior.  De acuerdo con Parrot Analytics, que analiza la participación del consumidor en la investigación del consumidor, la transmisión, las descargas y las redes sociales, She-Hulk: Attorney at Law fue el sexto programa de transmisión más demandado en los Estados Unidos, durante la semana que finalizó el 7 de octubre de 2022.  She-Hulk: Attorney at Law fue la serie de transmisión más importante para los espectadores en los Estados Unidos durante la semana que finalizó el 9 de octubre de 2022 según TV Time de Whip Media.

### Respuesta crítica

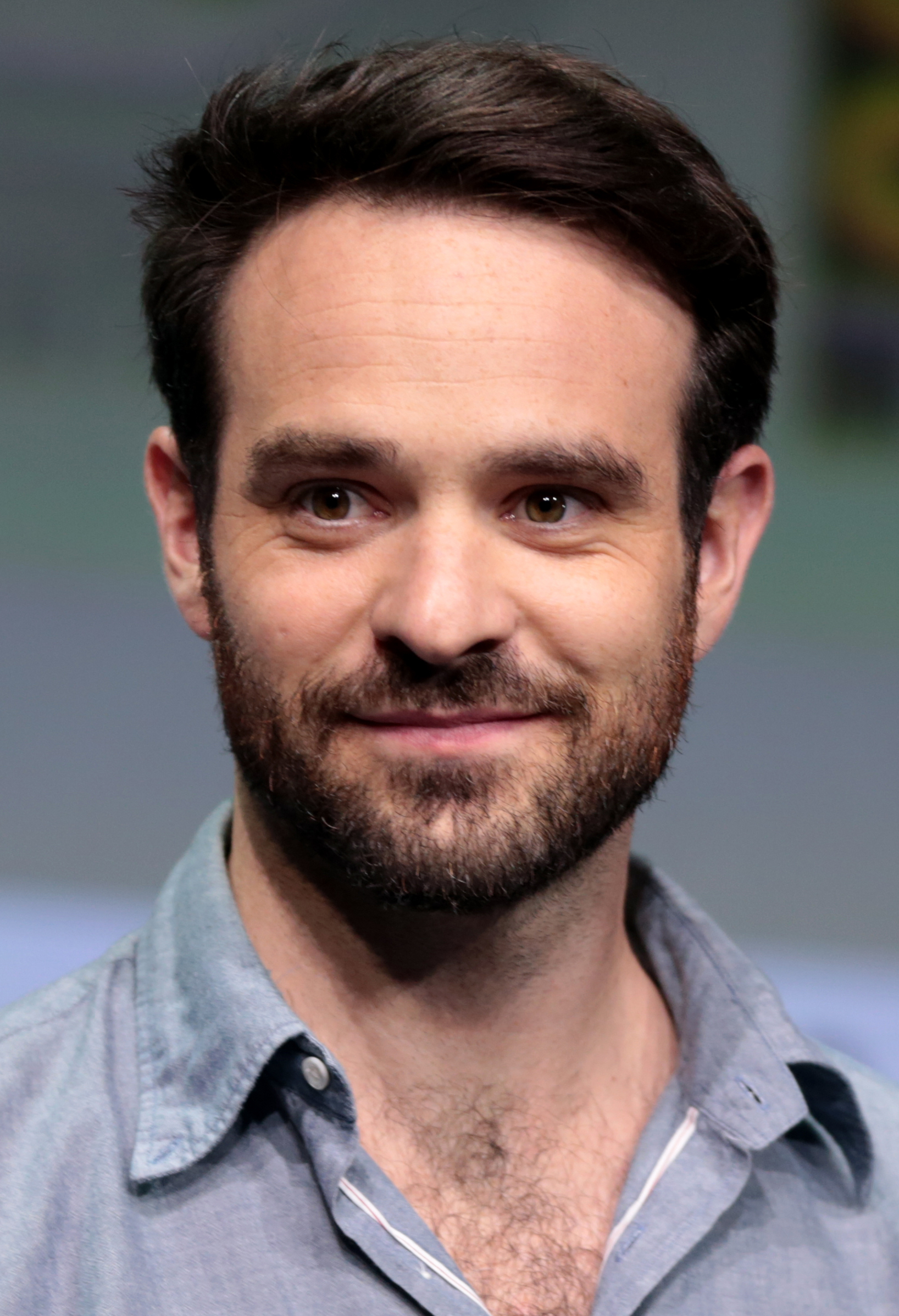
Los críticos destacaron la aparición de Charlie Cox como Daredevil en el episodio y su química con Maslany.

El sitio web del agregador de reseñas Rotten Tomatoes informa un índice de aprobación del 95% con una calificación promedio de 8,50/10, según 22 reseñas. El consenso crítico del sitio dice: "Daredevil finalmente hace su tan esperado debut en She-Hulk con un efecto delicioso en "Ribbit and Rip It," con la química de Tatiana Maslany y Charlie Cox convirtiéndose inmediatamente en una de las parejas más adorables del MCU".
Lacy Baugher, que escribe para Den of Geek, le dio al episodio 5 estrellas de 5 y exclamó que "Ribbit and Rip It" fue el "mejor episodio hasta ahora" de la serie, ya que "finalmente logra lo que parece un equilibrio perfecto entre acción emocionante y humor procedimental poco convencional, ambientado en la cuestión más amplia de lo que significa para Jennifer Walters ser no sólo una superheroína, sino una mujer Hulk". La aparición de Daredevil también fue un punto culminante, con Baugher afirmando que She-Hulk "entiende todo sobre Matt Murdock" y disfrutando de cómo el episodio proporciona una descripción general rápida del personaje para aquellos que no están familiarizados con él en la serie de Netflix. Baugher aprobó la reacción de Walters al ver las imágenes de Intelligencia y estaba intrigado por la serie que presenta "lo incómoda que una mujer enojada hace a la gente y lo rápido que están dispuestos a volverse contra esa misma mujer cuando no expresa esa ira de una manera". que ellos aprueben".  Arezou Amin de Collider le dio al episodio una "A–", calificándolo de "volver a estar en buena forma" después de no disfrutar del episodio anterior. Amin calificó la actuación de Cox como Murdock como "discreta y absolutamente encantadora" y se alegró de que el personaje fuera accesible para los espectadores que tal vez no hayan visto ninguna de las series Marvel de Netflix. Ella cuestionó el uso de la pornografía de venganza como punto de la historia en la serie, aunque estuvo de acuerdo con la reacción de Walters de destruir las pantallas como "apropiada para la situación" y esperaba que el episodio final no resolviera el material de Intelligencia para que Walters se diera cuenta de que estaba equivocada en reaccionar como ella lo hizo. 
Mary Kate Carr de The AV Club le dio al episodio una "A", disfrutando de la apariencia de Daredevil y la química entre Maslany y Cox. Con respecto al final, Carr lo calificó como "un poco directo en cuanto a comentarios sobre la experiencia femenina" y algo que era "difícil de lograr en cuanto a tono cuando el resto de la serie es tan estrafalario y alegre", pero que se sentía como el "resultado final lógico" para el personaje.  Alex Stedman de IGN calificó el episodio como el mejor de la serie, con "muchos riesgos emocionales y de trama, [mientras] still introduce un poco de bondad de comedia de situación. Es, en más de un sentido, el episodio que todos hemos estado esperando". Stedman dijo que la aparición de Daredevil fue un "papel crucial" para el episodio y el arco del personaje de Walters, y elogió la química entre Maslany y Cox, dándole a "Ribbit and Rip It" un 9 sobre 10. 
Germain Lussier de Gizmodo dijo que el episodio "realmente... trae todo lo que She-Hulk: Attorney at Law ha estado logrando juntos".  Brett White de Decider dijo que el episodio fue un "valió la pena" y quedó cautivado por la conexión de Walters y Murdock, ya que eso era algo que los dos nunca habían hecho en los cómics, a pesar de que ambas versiones cómicas de los personajes eran algunas de las "más personajes sexualmente aventureros" en Marvel Comics, y encajan temáticamente con el arco de Walters para la serie. Concluyó que "Ribbit and Rip It" era "como un cómic que cobra vida". 

### Reconocimientos
Cox recibió una mención de honor como "Artista de la semana" de TVLine durante la semana del 8 de octubre de 2022, por su actuación en este episodio. El sitio dijo que "no perdió ningún paso" al retomar el papel, "volviendo sin esfuerzo a la arrogancia de Daredevil".